# Pene Corrida
Pene Corrida is een Nederlandse metal-coverband uit Dordrecht.
Pene Corrida werd opgericht in 2011 en speelt populaire muziek in een metaljasje. Het repertoire bestaat uit covers van onder anderen Adele, Bruno Mars, Backstreet Boys en Lady Gaga.
In 2014 gooide de band hoge ogen met hun video van het nummer "Salsa Tequila" van Anders Nilsen en in 2015 met de cover "Hello" van Adele. Deze nummers werden vaak beluisterd en werden gedraaid door de grotere radio- en tv-stations.
Ook in 2024 scoort de band weer een hit met hun cover van de Nederlandse songfestival inzending “Europapa” van Joost Klein.
Jaarlijks speelt Pene Corrida op vele podia en festivals, voornamelijk in Nederland, België en Duitsland.
Pene Corrida heeft twee albums en vier ep's uitgebracht, die alle in eigen beheer werden opgenomen en geproduceerd.
In het najaar van 2023 doet de band mee aan het RTL4 programma Holland's Got Talent. De band bereikt de halve finale.

## Discografie
- 2013 - Chuparse Los Dedos (ep)
- 2014 - Summer Sweetness (ep)
- 2015 - Fifty Shades of Tequila (ep)
- 2016 - Volume Juan (lp)
- 2017 - Op Me Monnie (single)
- 2018 - In My Feelings (single)
- 2018 - Hispanic at the Disco (ep)
- 2020 - Air Force Juan (lp)
- 2020 - FCK2020 (single)
- 2021 - Je Me Casse (single)
- 2021 - Last Christmas (single)
- 2023 - Holland's Got Pene (maxi single)
- 2024 - Europapa (single)

## Bandleden
- Danny Feytel - clean vocals (2022-heden)
- Bart van Beek - screams (2018-heden)
- Abel Smids - gitaar (2018, 2020-heden)
- Dennis Boot - drums (2012-heden)
- Gijs Melisse - bas (2013-heden)

## Oud-bandleden
- Vladimir Stevic (clean vocals, 2011-2021)
- Ramon van Laatum (gitaar, 2011-2021)
- Jordy Ijsselstijn (gitaar, 2011-2020)
- Stephan Kruithof (screams, 2013-2018)
- Kenneth de Krieger (screams, 2011-2013)
- Lester de Bats (bas, 2011-2013)
- Joël van Gelderen (drums, 2011-2012)
- Glenn-Valentino Jongenelis (samples, 2011-2012)
- Tim Kesteloo (gitaar, 2011-2012)